# Fitzer
Der Fitzer ist ein Berg in der Nähe von Adelboden im Berner Oberland in der Schweiz.
Er liegt südlich von Adelboden und direkt westlich von den Engstligenfällen, wo er den Nordhang der Engstligenalp bildet.
Bestiegen werden kann er vom Truneggrat her über den Nordostgrat oder vom Ämmertenspitz her über den Grat. Die Nordwand gilt als sehr anspruchsvolle Kletterei. 